# Effetto Leidenfrost

Effetto Leidenfrost

L'effetto Leidenfrost, o calefazione, è un fenomeno fisico che si può osservare quando una sostanza liquida entra in contatto con una superficie avente temperatura significativamente più alta del suo punto di ebollizione. Il fenomeno prende il nome dal medico tedesco Johann Gottlob Leidenfrost, che nel 1756 ne parlò nel suo De Aquae Communis Nonnullis Qualitatibus Tractatus ("Trattato circa alcune qualità della comune acqua"), malgrado l'argomento fosse stato affrontato anche da un certo Eller nello stesso anno.
Lo strato più esterno del liquido evapora, producendo uno strato gassoso isolante che impedisce al resto di raggiungere rapidamente la temperatura di ebollizione. Ciò avviene perché i gas hanno una conducibilità più bassa dei liquidi: pertanto fino a quando lo strato aeriforme resterà sotto la massa liquida, quest'ultima non cambierà di stato.
Quest'effetto è comunemente visibile mentre si cucina, spruzzando delle gocce d'acqua in una padella: se la temperatura della stessa è al di sopra del punto di Leidenfrost, le gocce d'acqua si muovono lungo la superficie metallica ed evaporano lentamente. Se invece la temperatura è elevata ma resta un po' al di sotto del punto di Leidenfrost, l'evaporazione avviene quasi istantaneamente. Un effetto simile si ottiene versando dell'azoto liquido su una superficie a temperatura ambiente.
L'effetto è noto anche per essere la spiegazione scientifica di alcune esibizioni pubbliche, che rimangono comunque pericolose.